# CiteSeerX
CiteSeerx (numit inițial CiteSeer) este o bibliotecă digitală și un motor de căutare public pentru scopuri științifice și lucrări academice, în principal în domeniul informaticii. CiteSeer este considerat un precursor al instrumentelor de căutare academice, cum ar fi Google Scholar și Microsoft Academic Search. Motoarele și arhivele similare CiteSeer de obicei doar culeg documente din site-urile web publice disponibile și nu accesează cu roboți de căutare site-urile editorilor. Din acest motiv autorii ale căror documente sunt disponibile în mod liber sunt mai probabil să fie reprezentați în index.
Scopul CiteSeer este de a îmbunătăți diseminarea și accesul la literatura academică și științifică. Ca serviciu nonprofit care poate fi utilizat în mod liber de oricine, a fost considerat ca făcând parte din mișcarea Acces Deschis care încearcă să schimbe publicarea academică și științifică pentru a permite un acces mai mare la literatura științifică. CiteSeer a furnizat gratuit organizației Open Archives Initiative metadatele tuturor documentelor indexate și leagă documentele indexate atunci când este posibil către alte surse de metadate, cum ar fi DBLP și Portalul ACM. Pentru a promova date deschise, CiteSeerx își partajează datele în scopuri necomerciale sub licența Creative Commons CC-BY-NC-SA 3.0.